# Ungarische Eishockeyliga 1979/80
Die Saison 1979/80 war die 43. Spielzeit der ungarischen Eishockeyliga, der höchsten ungarischen Eishockeyspielklasse. Meister wurde zum insgesamt 17. Mal in der Vereinsgeschichte Ferencvárosi TC.

## Modus
In der Hauptrunde absolvierte jede der vier Mannschaften insgesamt 18 Spiele. Der Erstplatzierte der Hauptrunde wurde Meister. Für einen Sieg erhielt jede Mannschaft zwei Punkte, bei einem Unentschieden gab es einen Punkt und bei einer Niederlage null Punkte.

## Hauptrunde

### Tabelle
|    | Klub                      | Sp | S  | U | N  | Tore   | Punkte |
| -- | ------------------------- | -- | -- | - | -- | ------ | ------ |
| 1. | Ferencvárosi TC           | 18 | 16 | 1 | 1  | 128:53 | 33     |
| 2. | Újpesti Dózsa SC          | 18 | 9  | 0 | 9  | 95:74  | 18     |
| 3. | Alba Volán Székesfehérvár | 18 | 5  | 1 | 13 | 64:94  | 11     |
| 4. | Budapesti Vasutas SC      | 18 | 4  | 2 | 12 | 55:121 | 10     |

Sp = Spiele, S = Siege, U = unentschieden, N = Niederlagen, OTS = Overtime-Siege, OTN = Overtime-Niederlage, SOS = Penalty-Siege, SON = Penalty-Niederlage